# Карачаровська стоянка
Карачаровська стоянка — археологічна пам'ятка, стоянка давньокам'яної доби у місті Муром Владимирської області. Знаходиться у південній місцевості Мурома Карачарове (колишньому селі Муромського повіту) на лівому березі річки Ока. Перша у Росії науково досліджена пам'ятка давньокам'яної доби.
Точні розміри пам'ятки і його сучасний стан невідомі. Стоянка досліджувалась в 1877–1878 роках Олексієм Уваровим.
Ним були знайдені кременеві знаряддя, нуклеуси, відщепи, фауністичні залишки. Знаряддя виготовлені з валунів кременя коричневого, жовтого, тютюнового квітів переважно на пластинах, рідше — на отщепах. Серед знарядь — бічні, кутові і серединні різці, скребки, ножі, пластини, в тому числі з підробітком ретушшю, вістря й інші. Нуклеуси переважно невеликих розмірів. Під час обстеження стоянки також були знайдені великі нуклевідние предмети з гальок, призначені для зняття пластин і отщепов. Окремі знаряддя мають обробку двосторонньої ретушшю. Для стоянки характерна наявність пластин із зігнутим профілем. Серед фауністичних залишків були виявлені кістки мамута, шерстистого носорога, північного оленя. Знайдені на стоянці предмети поповнили колекції Музею антропології та етнографії РАН і Державного історичного музею.
Крім стоянки Карачарове до гмелінського інтерстадіалу (23000-21000 років тому) відносяться стоянки: Зарайська, Гагарино, Пєни, Мізин (слой ?), Чулатове-1, Костенки-11 шар 2, Костенки-21 шар 3, Костенки-5 шар 3, Костенки-4 шари 1 й 2, Костенок-1 шар 1 комплекси 1-4, Костенки-13, Костенки-18, Костенки шар 1, Костенки 14 шар 1, Єлисейовичі-1 і Єлисейовичі-2, Октябрьське-2 шар 1, Новгород-Сіверська, Клюси, Авдіївська стоянка комплекси 1 і 2. Усього 26 пам'яток Костанківсько-Авдіївської культури